# Championnat d'Italie de football de deuxième division 1982-1983
Navigation
Édition précédente Édition suivante
La saison 1982-1983 de Serie B, organisée par la Lega Calcio pour la trente-septième fois, est la 51e édition du championnat de deuxième division en Italie. Les trois premiers sont promus directement en Serie A et les quatre derniers sont relégués en Serie C.
À l'issue de la saison, le AC Milan termine à la première place et monte en Serie A 1983-1984 (1re division), accompagné par le vice-champion, la Lazio Rome  et le troisième Calcio Catane.

## Compétition
Le classement est établi sur le barème de points suivant :
- Victoire : 2 points
- Match nul : 1 points
- Défaite, forfait ou abandon du match : 0 point

La différence de buts départage les égalités de points dans la zone de relégation uniquement. 

### Classement
| Rang | Équipe             | Pts | J  | G  | N  | P  | Bp | Bc | Diff |
| ---- | ------------------ | --- | -- | -- | -- | -- | -- | -- | ---- |
| 1    | AC Milan R         | 54  | 38 | 19 | 16 | 3  | 77 | 36 | +41  |
| 2    | Lazio Rome         | 46  | 38 | 14 | 18 | 6  | 44 | 32 | +12  |
| 3    | Calcio Catane      | 45  | 38 | 14 | 17 | 7  | 37 | 21 | +16  |
| 4    | US Cremonese       | 45  | 38 | 13 | 19 | 6  | 42 | 28 | +14  |
| 5    | Côme Calcio R      | 45  | 38 | 13 | 19 | 6  | 36 | 24 | +12  |
| 6    | SS Cavese          | 42  | 38 | 12 | 18 | 8  | 38 | 37 | +1   |
| 7    | AC Monza P         | 38  | 38 | 13 | 12 | 13 | 40 | 42 | -2   |
| 8    | Atalanta Bergame P | 37  | 38 | 10 | 17 | 11 | 30 | 27 | +3   |
| 9    | SS Sambenedettese  | 37  | 38 | 10 | 17 | 11 | 33 | 32 | +1   |
| 10   | Varèse Calcio      | 37  | 38 | 9  | 19 | 10 | 31 | 37 | -6   |
| 11   | AC Perugia         | 36  | 38 | 11 | 14 | 13 | 36 | 37 | -1   |
| 12   | US Arezzo P        | 36  | 38 | 10 | 16 | 12 | 30 | 38 | -8   |
| 13   | SS Campobasso P    | 36  | 38 | 9  | 18 | 11 | 26 | 34 | -8   |
| 14   | US Pistoiese       | 34  | 38 | 7  | 20 | 11 | 33 | 34 | -1   |
| 15   | Palerme            | 34  | 38 | 11 | 12 | 15 | 36 | 46 | -10  |
| 16   | US Lecce           | 34  | 38 | 10 | 14 | 14 | 33 | 44 | -11  |
| 17   | AC Reggiana        | 32  | 38 | 6  | 20 | 12 | 39 | 49 | -10  |
| 18   | Bologne FC R       | 32  | 38 | 9  | 14 | 15 | 31 | 47 | -16  |
| 19   | US Foggia          | 30  | 38 | 8  | 14 | 16 | 24 | 35 | -11  |
| 20   | AS Bari            | 30  | 38 | 9  | 12 | 17 | 30 | 46 | -16  |

|  | Promotion en Serie A                        |
|  | Relégation en Serie C                       |
|  | P : Promu de Serie C R : Relégué de Serie A |

- Catane, Cremonese et Côme étant à égalité de points en fin de saison, une triangulaire est organisée pour déterminer le troisième promu. Les matchs se déroulent à Rome du 18 au 25 juin 1983, Catane avec une victoire et un match nul sera promu en première division.